# Relacions internacionals de Guinea Equatorial

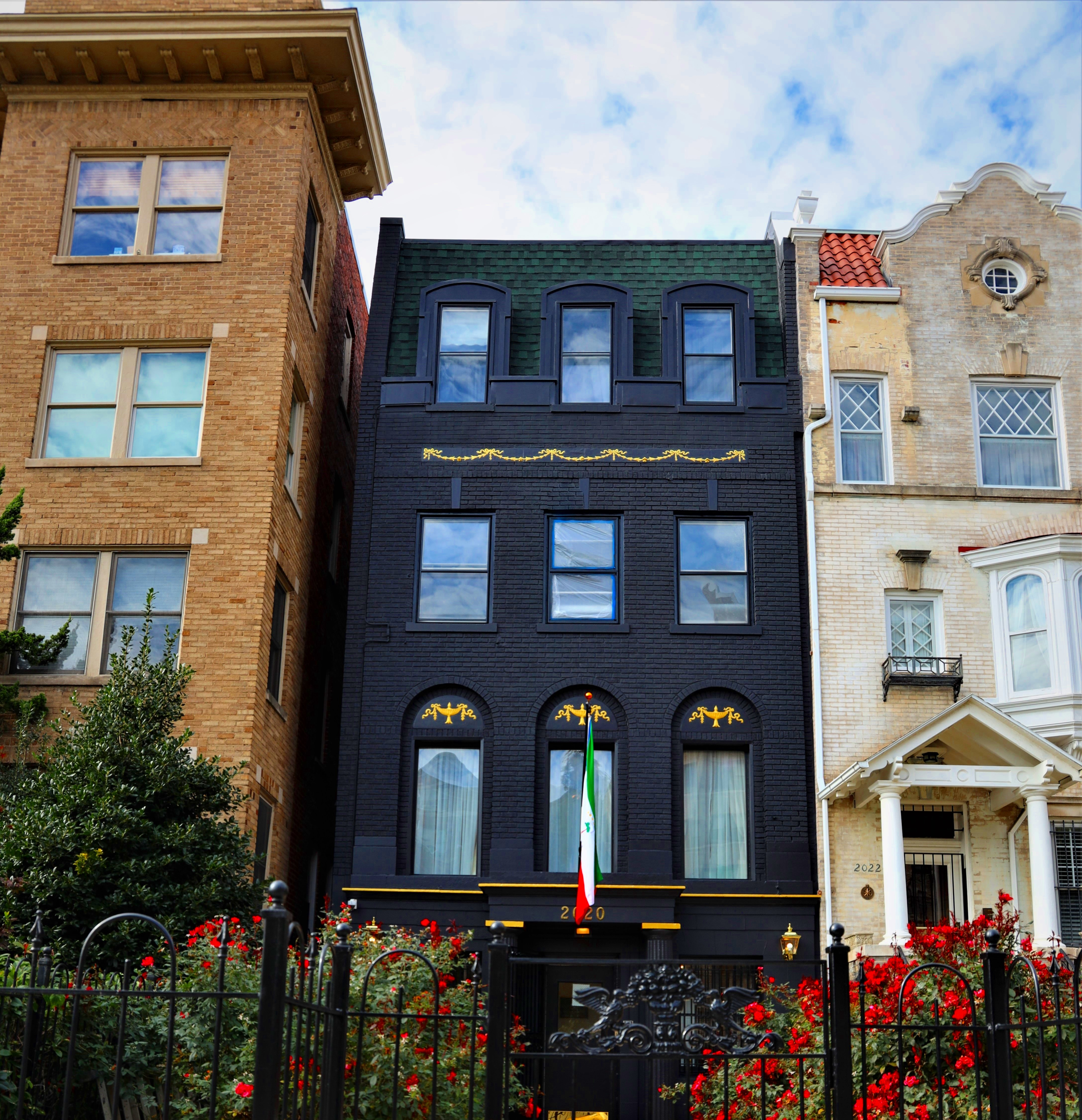
Ambaixada de Guinea Equatorial als Estats Units

Aquest és un article sobre les Relacions exteriors de Guinea Equatorial. Guinea Equatorial és membre de les Nacions Unides (ONU) des del 12 de novembre de 1968, de la Unió Africana, del Comitè Econòmic de la Comunitat Econòmica dels Estats d'Àfrica Central (CEMAC), que inclou Camerun, República Centreafricana, Txad, Congo (Brazzaville) i Gabon. També és membre de la zona del franc.

## Competència
La Política exterior és controlada pel President de Guinea Equatorial qui l'exerceix a través del Ministre d'Afers exteriors, Cooperació Internacional i Francofonia, i del Ministre de la Presidència del Govern Encarregat de la Integració Regional.

## Història
Un acord transitori, signat a l'octubre de 1968, va implementar una decisió abans de la independència d'Espanya per ajudar a Guinea Equatorial i per al manteniment temporal de les forces espanyoles allí. Una disputa amb el president Macías en 1969 va donar lloc a la petició que totes les tropes espanyoles sortissin d'aquí de forma immediata, juntament amb un gran nombre de civils. Les relacions diplomàtiques entre els dos països mai es van trencar, però van ser suspeses per Espanya al març de 1977, arran de les constants controvèrsies. Després de la caiguda de Macías en 1979, el president Obiang va demanar ajuda espanyola, i des de llavors, Espanya ha recuperat influència en les relacions diplomàtiques de Guinea Equatorial. Els dos països van signar acords permanents per a la cooperació econòmica i tècnica, les concessions privades, i les relacions comercials. El President Obiang va fer una visita oficial a Madrid al març de 2001, i alts funcionaris del Ministeri d'Afers exteriors espanyol van visitar Malabo en 2001. Espanya manté un programa d'assistència bilateral amb Guinea Equatorial. Alguns elements de l'oposició equatoguineana es van exiliar a Espanya causant la molèstia del govern de Malabo, i formant l'autodenominat Govern de Guinea Equatorial en l'Exili.
Guinea Equatorial té relacions cordials amb el veí Camerun, encara que va haver-hi crítiques en el Camerun en 2000 sobre la percepció de maltractaments dels camerunesos que treballen a Guinea Equatorial. El grup ètnic fang majoria al territori continental de Guinea Equatorial s'estén tant al nord com al sud en els boscos de Camerun i Gabon. Camerun exporta alguns productes alimentosos a Guinea Equatorial i Camerun importa el petroli procedent de Guinea Equatorial de la seva refineria en la propera Limbe.
Pel desembre de 2008 les forces de seguretat de GUinea Equatorial mataren un pescador camerunès i segrestaren dos immigrants. En resposta Camerun tancà les seves fronteres.
Guinea Equatorial té relacions més càlides amb Nigèria, i el President de Nigèria va fer una visita oficial a Malabo en 2001. Els dos països han delineat les fronteres exteriors, que facilitessin el desenvolupament de jaciments de gas propers. A més, molts nigerians treballen a Guinea Equatorial, igual que immigrants de Camerun i d'alguns estats d'Àfrica Occidental.
Guinea Equatorial és membre del Comitè Econòmic de l'Àfrica central i la Unió Monetària (CEMAC), que inclou Camerun, República Centreafricana, Txad, Congo (Brazzaville) i Gabon. També és membre de la zona del franc. Paral·lelament a l'acostament de Guinea Equatorial amb els seus veïns de parla francesa, el paper de França ha augmentat significativament després de l'entrada de Guinea Equatorial a la zona del franc CFA i el BEAC. de treball a França consisteix en assessors tècnics en el ministeris de finances i planificació, i s'han signat acords per a projectes de desenvolupament d'infraestructura.

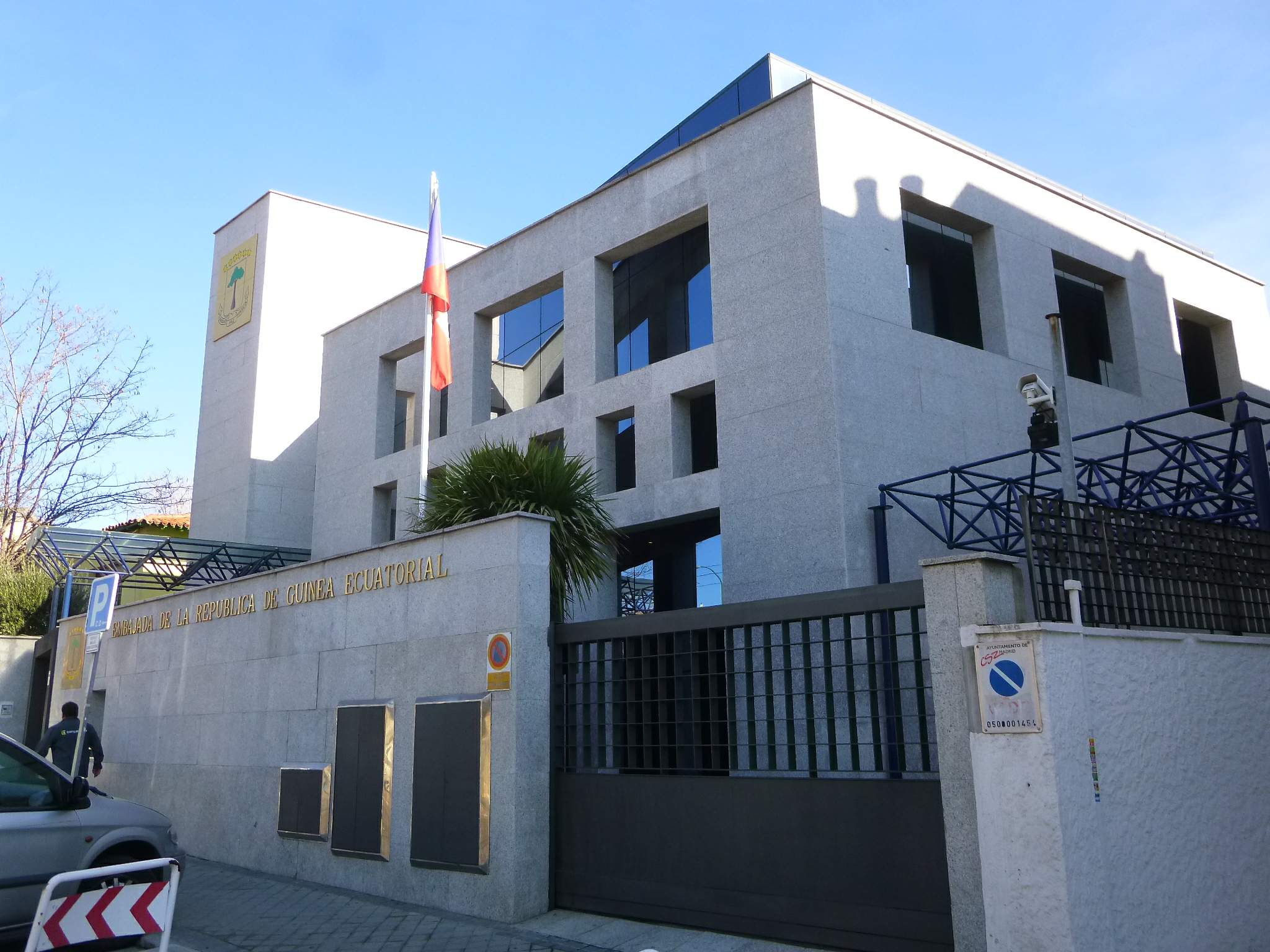
Ambaixada de Guinea Equatorial a Madrid

En 1995, els Estats Units van tancar la seva ambaixada, pel que sembla per raons pressupostàries, encara que l'ambaixador de l'època havia estat acusat de bruixeria, i havia criticat la situació dels drets humans. En 1996, el petroli va començar a fluir, i, amb diverses companyies petrolieres EUA presents al país, els EUA van reobrir l'ambaixada a l'octubre de 2003. Els EUA han tractat de fomentar el progrés dels drets humans al país, manifestant les seves preocupacions directament al govern, així com amb l'organització de seminaris per a una millor conducta de la política judicial i conferències amb EUA per millorar l'Estat de Dret.
La política oficial del govern és de no-alineament. En la seva cerca d'assistència per complir amb l'objectiu de la reconstrucció nacional, el govern de Guinea Equatorial ha establert relacions diplomàtiques amb nombrosos nacions Europees i països del Tercer Món. Després d'haver aconseguit la independència sota el patrocini de l'ONU, Guinea Equatorial sent una afinitat especial amb aquesta organització. Es va convertir en el 126è Membre de les Nacions Unides el 12 de novembre de 1968.
En abril de 2010 Guinea Equatorial va obrir una ambaixada a Caracas, Veneçuelaconvertint-se al tercer país sud-americà a comptar amb una representació diplomàtica equatoguineana.

## Problemes internacionals
Manté alguns litigis internacionals, per exemple amb la zona econòmica exclusiva a la frontera marítima amb Camerun i que es troba actualment davant la Cort Internacional de Justícia. Una altra disputa de límits marítims existeix amb Gabon per la sobirania sobre les illes en la badia de Corisco, a més de la disputa sobre la frontera marítima amb Nigèria i Camerun a causa de la competència per les zones riques en petroli en el golf de Guinea.